# Sam Robards
Sam Prideaux Robards (ur. 16 grudnia 1961 w Nowym Jorku) – amerykański aktor i producent filmowy i telewizyjny. Syn pary aktorów Lauren Bacall i Jasona Robardsa.

## Filmografia

### Filmy
- 1982: Burza jako Freddy
- 1985: Fandango jako Kenneth Waggener
- 1989: Ofiary wojny (Casualties of War) jako Chaplain Kirk
- 1994: Prêt-à-Porter jako asystent Reginy
- 1999: American Beauty jako Jim Berkley
- 2001: A.I. Sztuczna inteligencja (Artificial Intelligence: AI) jako Henry Swinton
- 2002: Miłosna obsesja (Obssesed) jako David Stillman
- 2004: Łapcie tę dziewczynę (Catch That Kid) jako Tom
- 2007: Przebudzenie (Awake) jako Clayton Beresford Sr.
- 2008: Che. Rewolucja (Che: Part One) jako Tad Szulc
- 2009: Nowszy model (The Rebound) jako Frank
- 2011: Sztuka dorastania (The Art of Getting By) jako Jack Sargent

### Seriale TV
- 1995: Po tamtej stronie (The Outer Limits) jako Ben Kohler
- 2000: Seks w wielkim mieście (Sex and the City) jako Tom Reymi
- 2004–2005: Prezydencki poker jako Greg Brock
- 2006: CSI: Kryminalne zagadki Miami jako Mitchell Collett
- 2007–2012: Plotkara jako Howie 'The Captain' Archibald
- 2011: Żona idealna (The Good Wife) jako Jarvis Bowes
- 2011: Zaprzysiężeni (Blue Bloods) jako Roger Carson
- 2012: Treme jako Tim Feeny
- 2013: Twisted jako Kyle Masterson